# David Thompson (football)
Pour les articles homonymes, voir Thompson et David Thompson.
David Thompson est un joueur de football anglais né le 12 septembre 1977 à Birkenhead. Il évolue au poste de milieu de terrain.

## Clubs
- 1996-1997 : Liverpool FC
- 1997-1998 (fév.) : Swindon Town
- 1997-2000 : Liverpool FC
- 2000-2002 (août) : Coventry City
- 2002 (août)-2006 (janv.) : Blackburn Rovers
- 2006 (janv.)-2006 (mai) : Wigan Athletic
- 2006-2007 (janv.) : Portsmouth FC
- 2007 (janv.-juil.) : Bolton Wanderers